# 昭明苑
昭明苑（英語：Chiu Ming Court）是香港房屋委員會的居者有其屋計劃屋苑之一，位於將軍澳坑口，鄰近煜明苑及佛頭洲村。
屋苑由房屋署總建築師（7）設計，並由保華建業集團承建，已於2024年11月15日獲發入伙紙，隨後交付。

## 歷史
昭明苑所在土地原為山坡及綠化用地。因應公營房屋需求上升，政府於2018年中將包括此地在內的5幅將軍澳綠化用地，改為興建公營房屋，並於翌年1月公佈發展初步參數，預計可建600伙。
然而，在項目交付區議會及城市規劃委員會審議時，多名西貢區議員表示反對，指出新建公營房屋將加重區內交通負荷。
按照原來的時間表，昭明苑將於2023/24財政年度竣工，但最終延至2024年11月才完工。

## 屋苑資料
昭明苑採用單幢式設計，共設42層，提供594個單位。在單位種類方面，可間一房單位佔大概一半，其次為開放式單位；此外，每層亦各有一伙可間兩房單位。

### 樓宇
屋苑詳情如下：
| 樓宇名稱 | 樓宇類型               | 落成年份 | 樓宇層數 （住宅層數） | 每層伙數                   | 單位總數（伙） | 建築師              | 承建商       | 提供升降機的廠商 |
| -------- | ---------------------- | -------- | --------------------- | -------------------------- | -------------- | ------------------- | ------------ | ---------------- |
| 昭明苑   | 非標準設計大廈 （T型） | 2024年   | 42 （4-42樓）         | 16（4-34樓） 14（35-41樓） | 594            | 房屋署總建築師（7） | 保華建業集團 | 通力             |

此屋苑已獲列入「居屋2022」出售，於2022年2月25日至3月24日接受申請，同年6月13日進行攪珠，其後於同年尾進行揀樓。

### 配套設施
屋苑平台設有休憩花園連兒童遊樂場，而停車場則位於基座。此外，地下亦設有一間長者鄰舍中心。
在交通方面，屋苑附近設有巴士站；至於前往港鐵坑口站，則需大概10分鐘步程。

## 興建期間的圖片庫

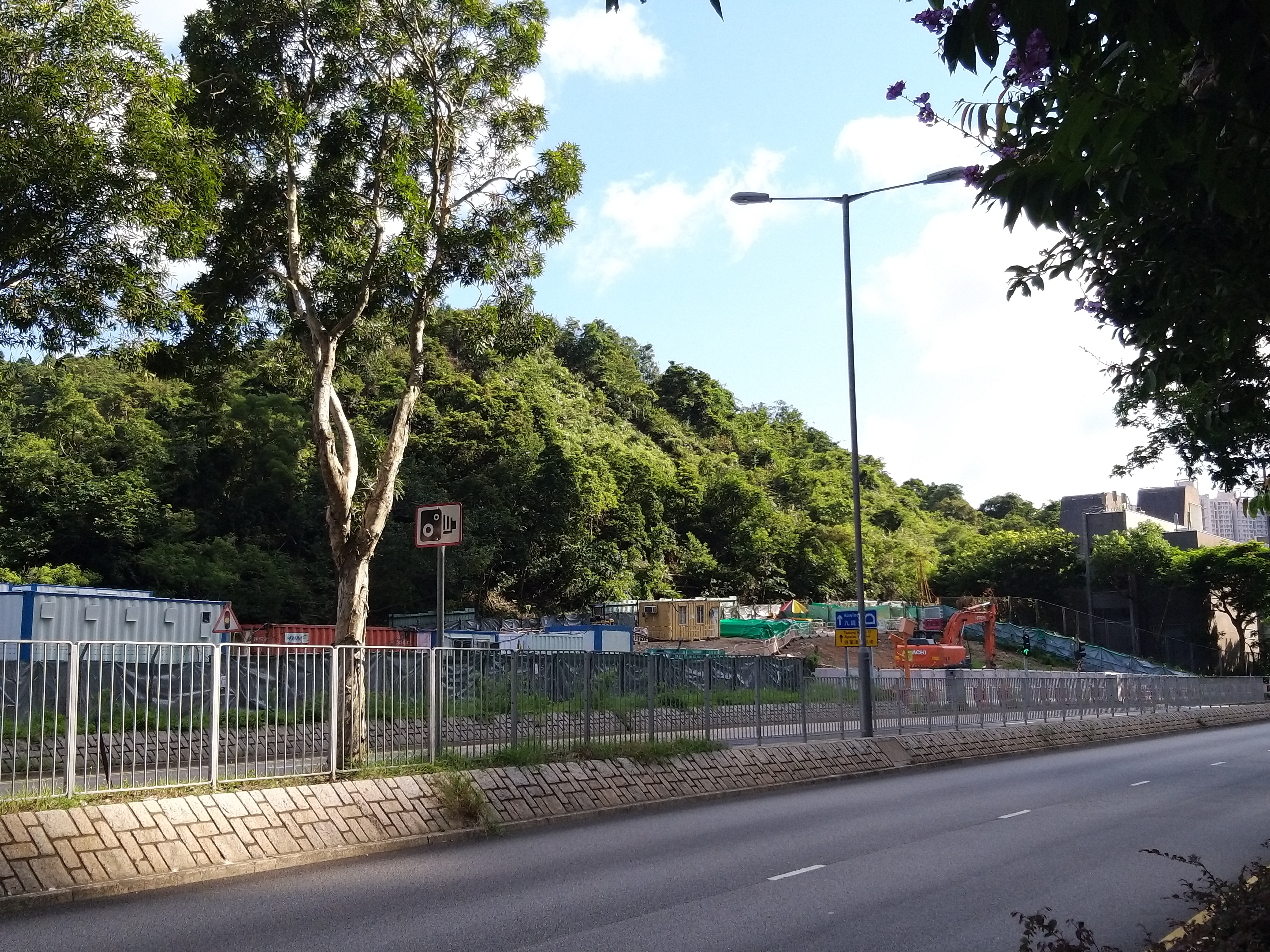
剛動工不久，2020年8月
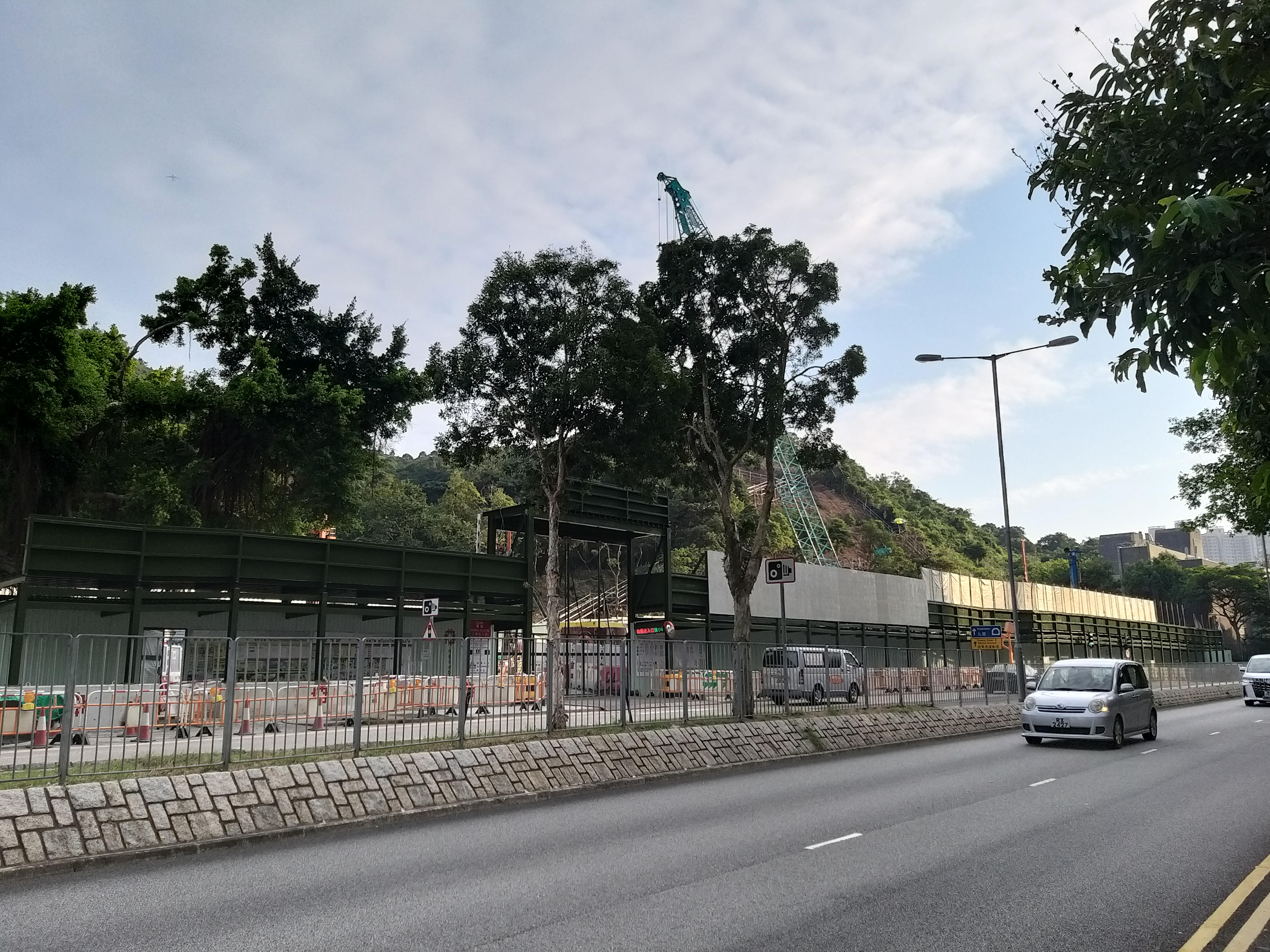
地基工程進行中，2020年10月
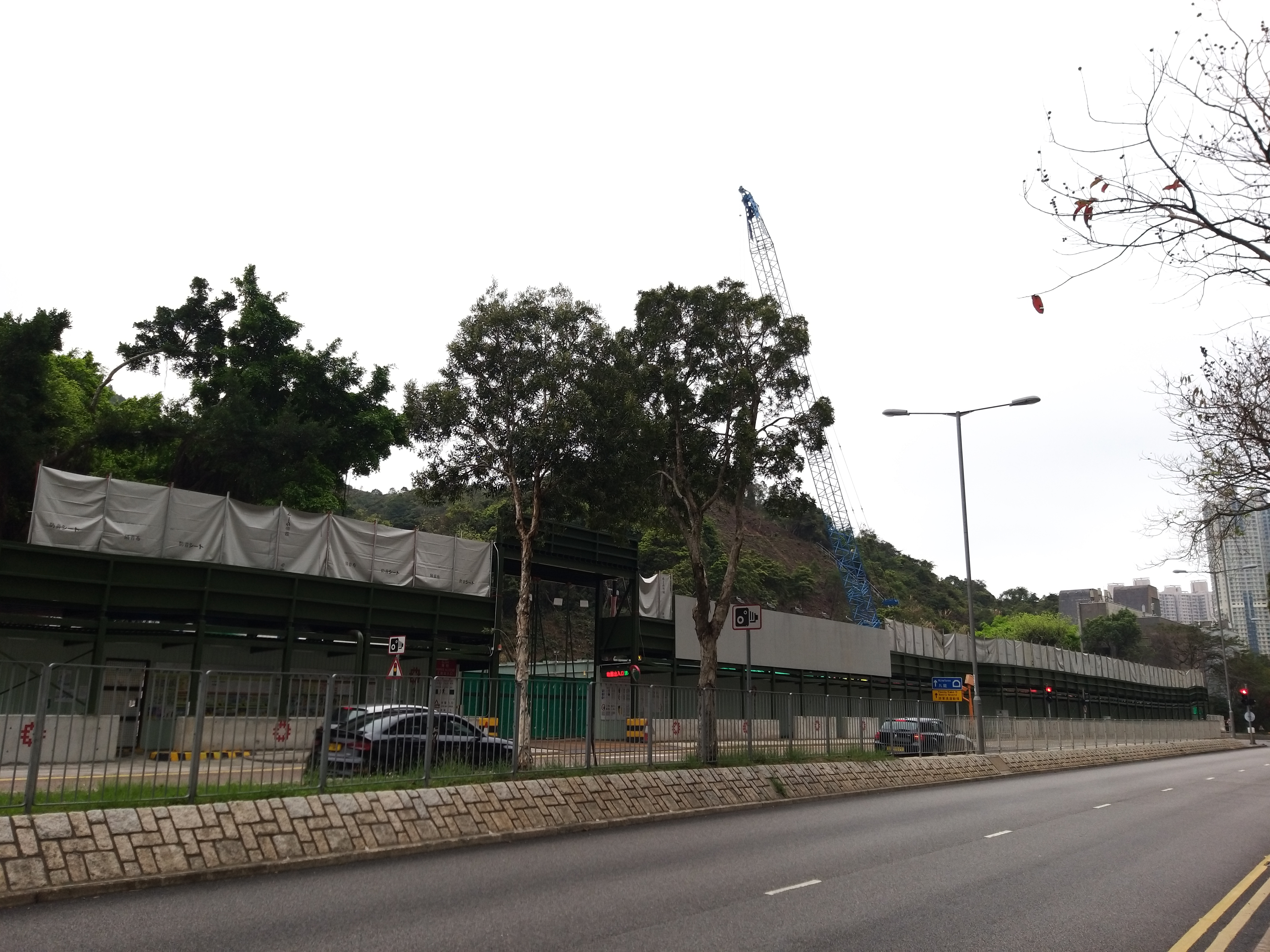
2021年3月
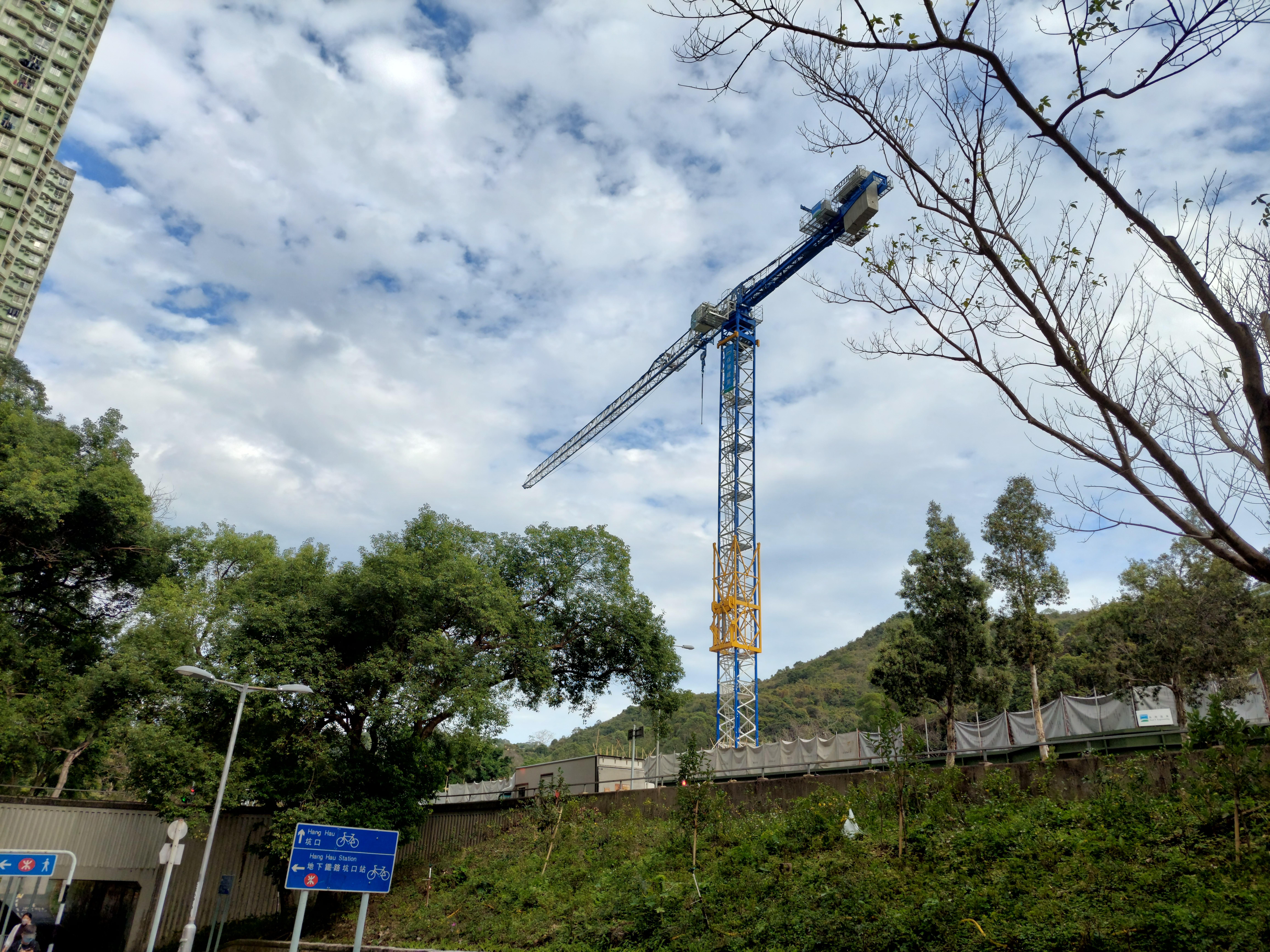
正在興建首層，2022年1月
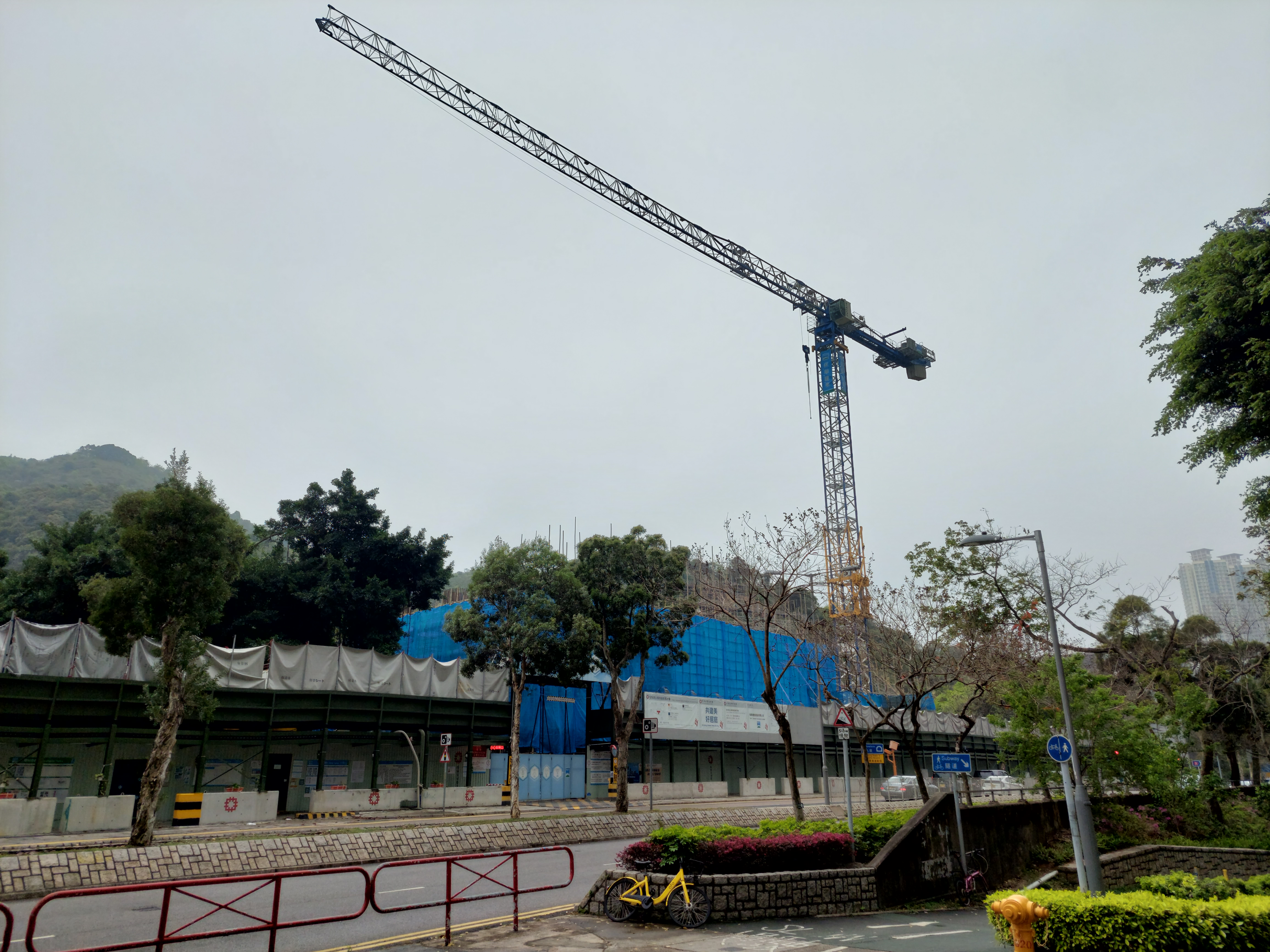
2022年3月
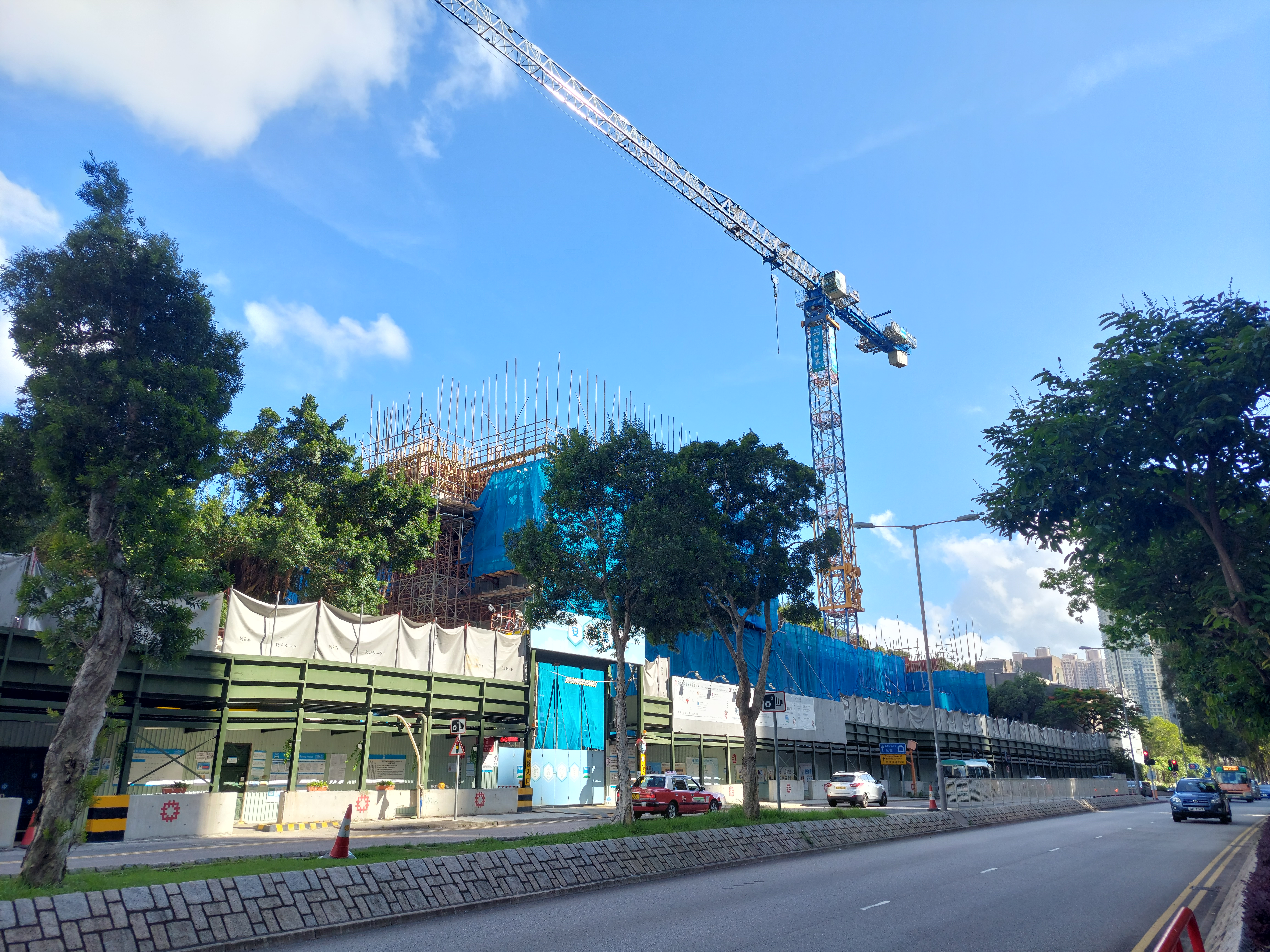
2022年5月
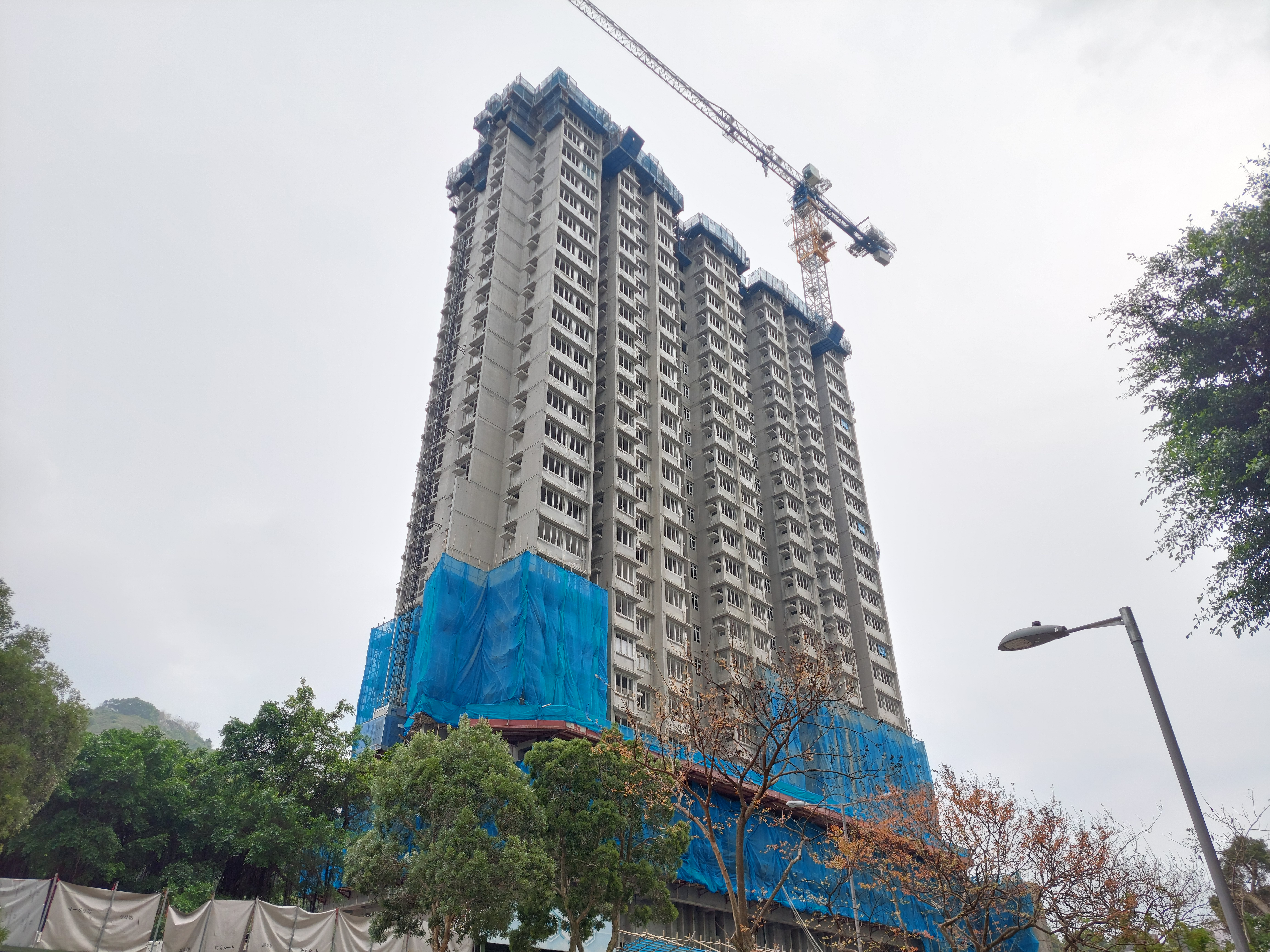
2023年4月
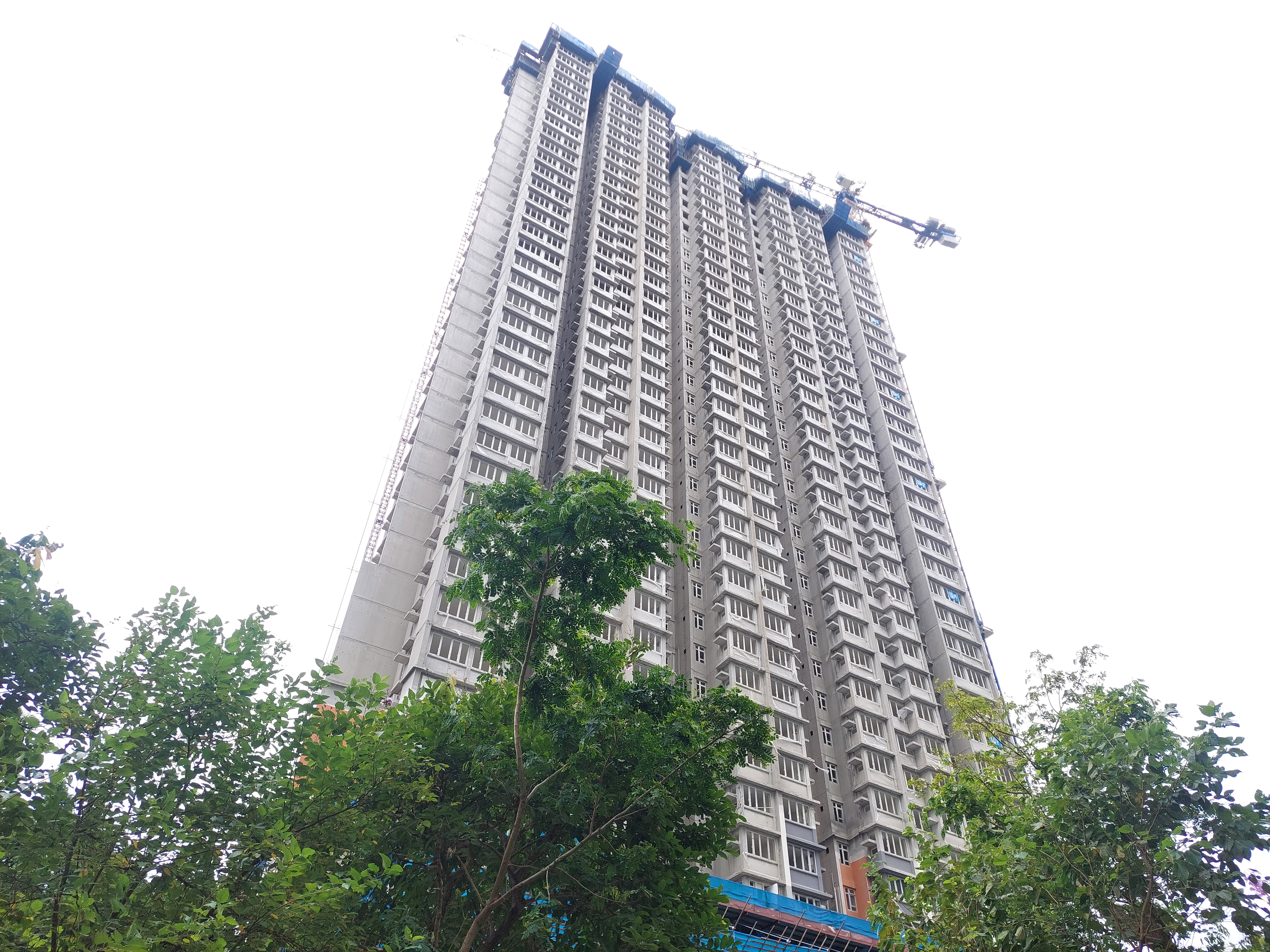
2023年7月
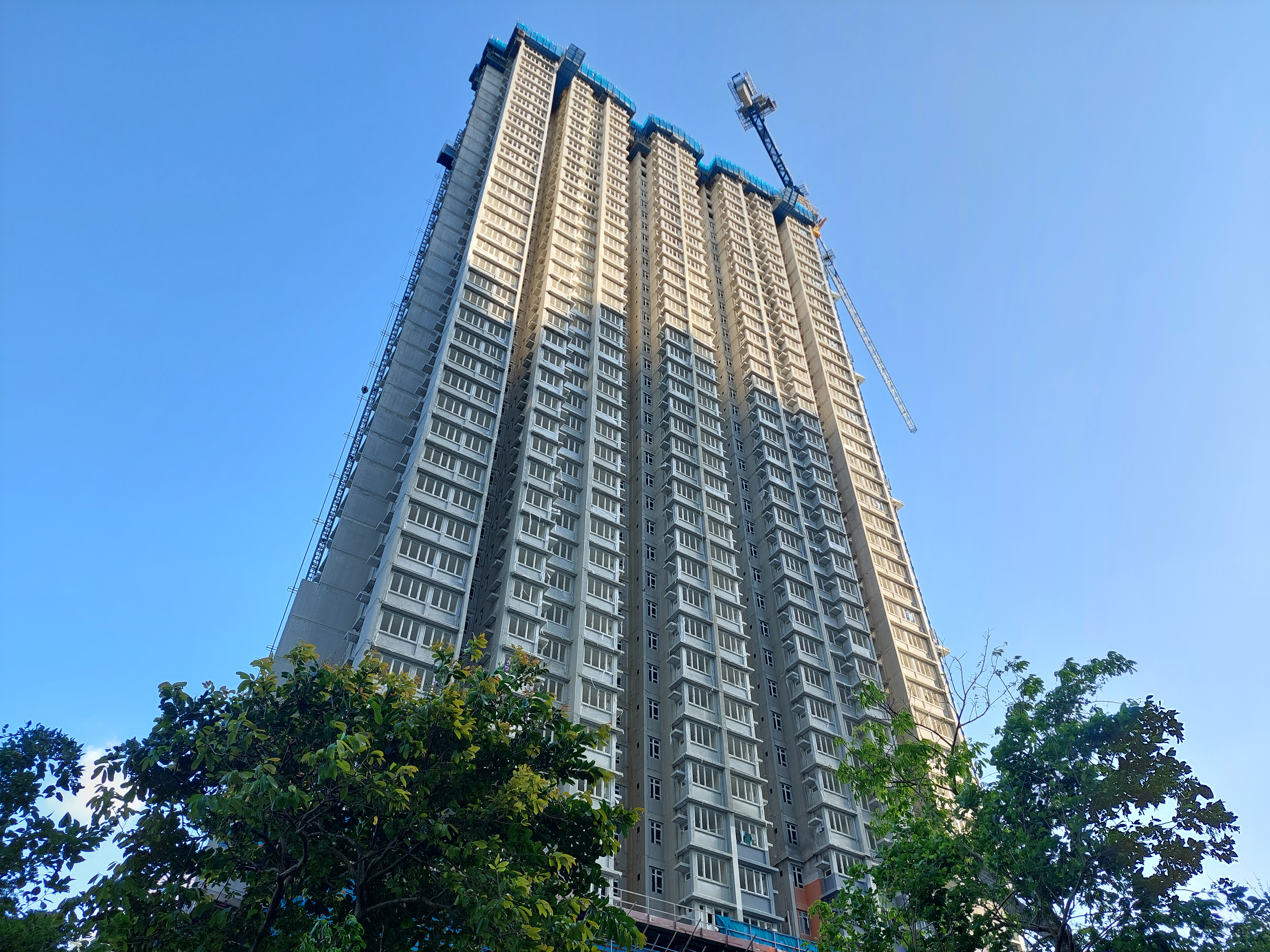
正在封頂，2023年9月

## 鄰近地方
- 煜明苑
- 和明苑
- 海悅豪園
- 坑口站及蔚藍灣畔
- 南豐廣場
- 新寶城
- 東港城